# Lista över världens högsta byggnader

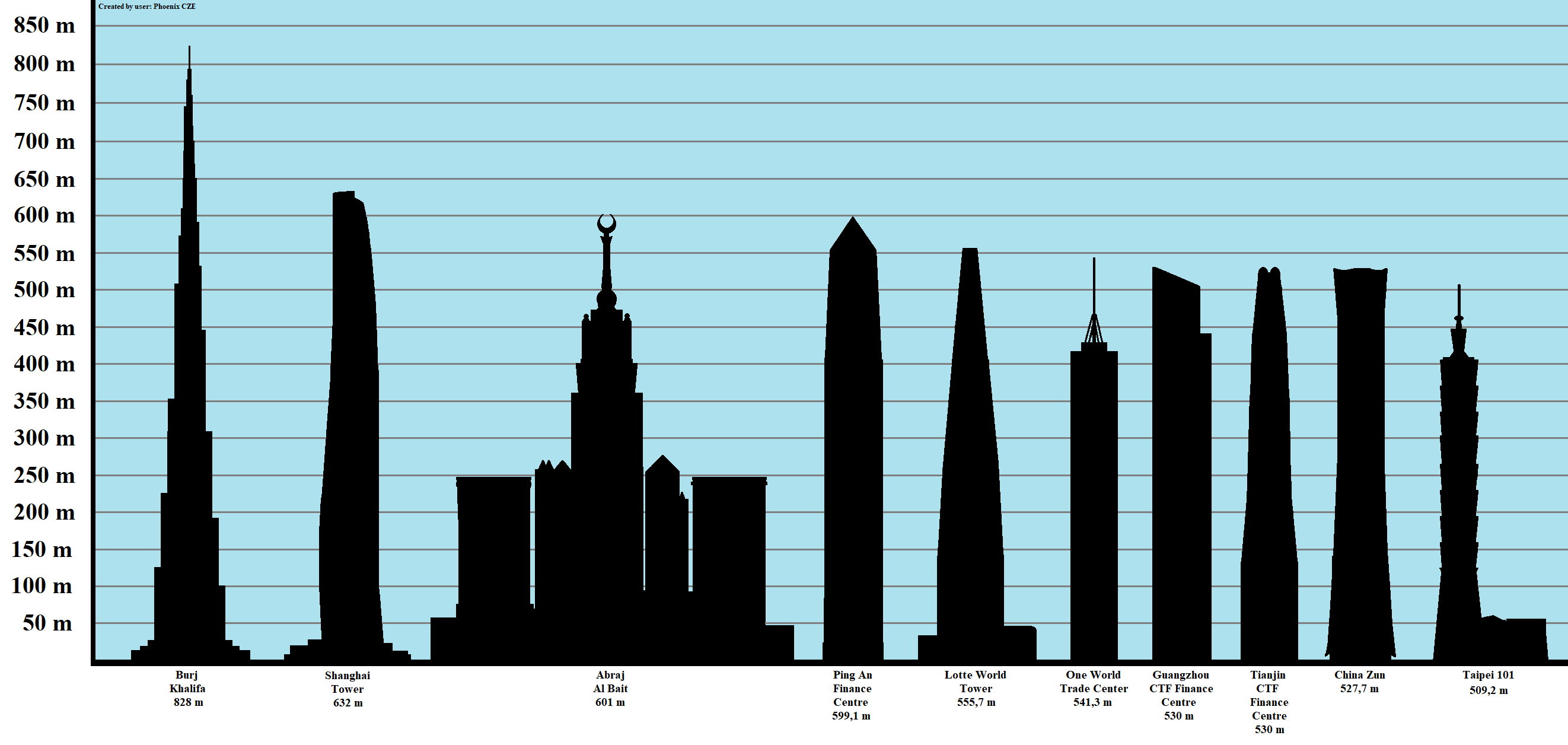
De högsta byggnaderna i världen år 2020

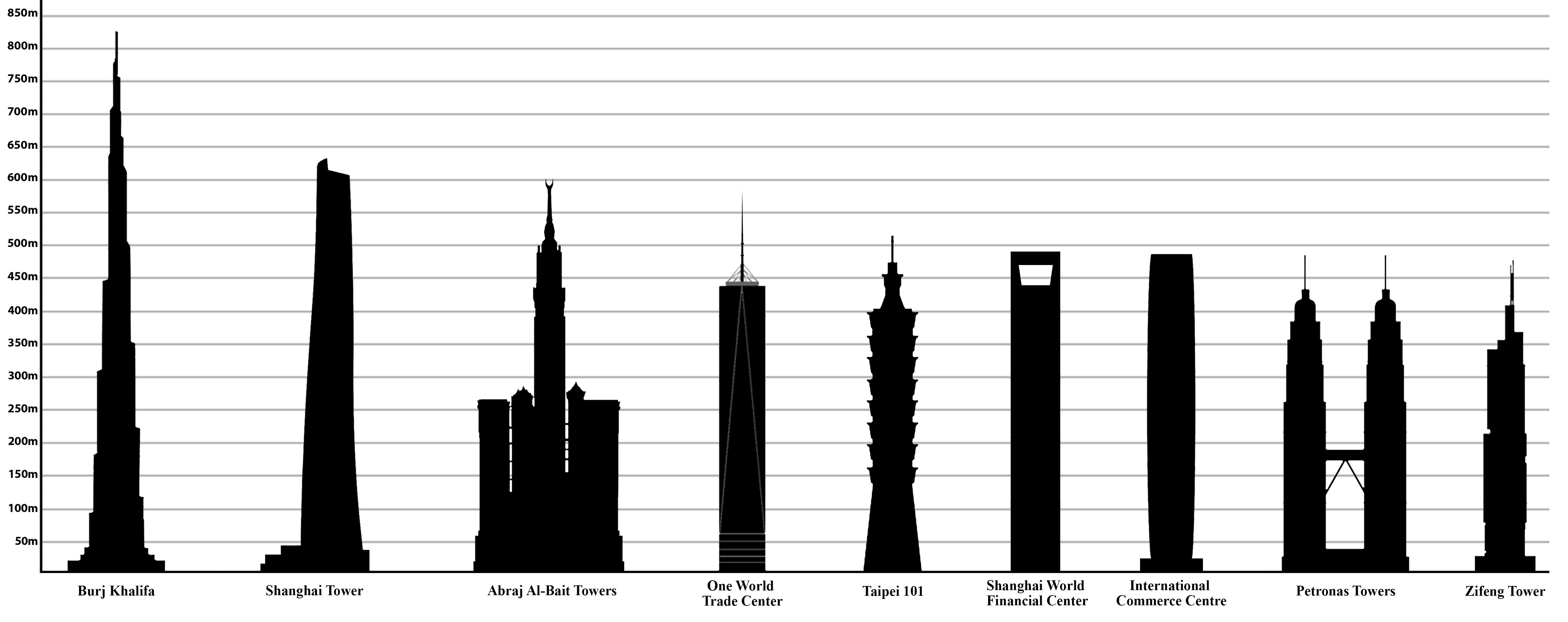
De högsta byggnaderna i världen år 2015.

Detta är en lista över världens högsta byggnader. Med byggnader menas byggnadsverk med regelbundna våningar. Tv-torn, brotorn, master och andra byggnadsverk som till delar kan innehålla våningsplan ingår alltså inte i listan över världens högsta byggnader. 
De tre huvudsakliga sätten att definiera en byggnads höjd är
- arkitektonisk höjd: högsta punkten som anses vara en del av byggnadens karaktär, detta innefattar en eventuell spira. För en lista enligt denna definition, se artikeln Skyskrapa.
- högsta punkt: detta innebär att man utöver arkitektonisk höjd också mäter antenn eller liknande som är monterad uppe på byggnaden.
- högsta våning: höjden till högsta våningen. Eventuella serviceutrymmen och liknande högst upp räknas inte som våningar. Tidigare hette denna kategori "höjd till taket", men eftersom det ofta är svårt att definiera vad som egentligen är "taket" på moderna skyskrapor, har kategorin uppdaterats.

## Högsta punkt
Högsta punkt innebär den absolut högsta punkt som finns på en byggnad, inklusive både spiror, flaggor, master och antenner. Detta sätt att mäta gynnar byggnader som på taket har höga konstruktioner, i vissa fall kan dessa resa sig 100 meter eller mer över själva taket på byggnaden.
Byggnader i listan är antingen helt färdigbyggda eller har nått sin fulla höjd (topping out). Uppgifter inom parentes anger byggnadshöjd.
| Byggnad                                | Stad          | Land                  | Världsdel   | Totalhöjd   | Vån | År   |
| -------------------------------------- | ------------- | --------------------- | ----------- | ----------- | --- | ---- |
| Burj Khalifa                           | Dubai         | Förenade Arabemiraten | Asien       | 828 m (636) | 162 | 2010 |
| Merdeka 118                            | Kuala Lumpur  | Malaysia              | Asien       | 679 m       | 118 | 2022 |
| Shanghai Tower                         | Shanghai      | Kina                  | Asien       | 632 m (565) | 128 | 2014 |
| Abraj al-Bayt                          | Mekka         | Saudiarabien          | Asien       | 601 m (558) | 120 | 2012 |
| Ping An Finance Center                 | Shenzhen      | Kina                  | Asien       | 599 m       | 115 | 2017 |
| Goldin Finance 117                     | Tianjin       | Kina                  | Asien       | 597 m       | 128 | 2021 |
| Lotte World Tower                      | Seoul         | Sydkorea              | Asien       | 555 m       | 123 | 2017 |
| One World Trade Center                 | New York      | USA                   | Nordamerika | 541 m (417) | 104 | 2014 |
| Guangzhou CTF Finance Centre           | Guangzhou     | Kina                  | Asien       | 530 m       | 111 | 2016 |
| Tianjin Chow Tai Fook Binhai Center    | Tianjin       | Kina                  | Asien       | 530 m       | 97  | 2019 |
| China Zun                              | Peking        | Kina                  | Asien       | 528 m       | 108 | 2018 |
| Willis Tower (Sears Tower)             | Chicago       | USA                   | Nordamerika | 527 m (442) | 108 | 1974 |
| Taipei 101                             | Taipei        | Taiwan                | Asien       | 508 m (449) | 101 | 2004 |
| Shanghai World Financial Center        | Shanghai      | Kina                  | Asien       | 492 m (487) | 101 | 2008 |
| International Commerce Centre          | Hongkong      | Hongkong              | Asien       | 484 m       | 108 | 2010 |
| Wuhan Greenland Center                 | Wuhan         | Kina                  | Asien       | 476 m       | 97  | 2022 |
| Central Park Tower                     | New York      | USA                   | Nordamerika | 472 m       | 98  | 2021 |
| Landmark 81                            | Ho Chi Minh   | Vietnam               | Asien       | 469,5 m     | 81  | 2018 |
| Lachta center                          | St Petersburg | Ryssland              | Europa      | 462 m       | 87  | 2021 |
| John Hancock Center                    | Chicago       | USA                   | Nordamerika | 457 m       | 100 | 1969 |
| Changsha IFS Tower T1                  | Changsha      | Kina                  | Asien       | 452 m       | 94  | 2018 |
| Petronas Twin Towers                   | Kuala Lumpur  | Malaysia              | Asien       | 452 m       | 88  | 1998 |
| Zifeng Tower                           | Nanjing       | Kina                  | Asien       | 450 m       | 89  | 2009 |
| Suzhou IFS                             | Suzhou        | Kina                  | Asien       | 450 m       | 95  | 2019 |
| The Exchange 106                       | Kuala Lumpur  | Malaysia              | Asien       | 445 m       | 95  | 2019 |
| Wuhan Center                           | Wuhan         | Kina                  | Asien       | 443 m       | 88  | 2019 |
| Empire State Building                  | New York      | USA                   | Nordamerika | 442 m       | 102 | 1931 |
| KK100                                  | Shenzhen      | Kina                  | Asien       | 442 m       | 98  | 2011 |
| Guangzhou International Finance Center | Guangzhou     | Kina                  | Asien       | 439 m (432) | 103 | 2009 |
| 111 West 57th Street                   | New York      | USA                   | Nordamerika | 435 m       | 84  | 2021 |
| One Vanderbilt                         | New York      | USA                   | Nordamerika | 427 m       | 62  | 2020 |
| 432 Park Avenue                        | New York      | USA                   | Nordamerika | 426 m       | 85  | 2015 |
| Marina 101 *                           | Dubai         | Förenade Arabemiraten | Asien       | 425 m       | 101 | 2017 |
| Trump International Hotel and Tower    | Chicago       | USA                   | Nordamerika | 423 m       | 96  | 2009 |
| Dongguan International Trade Center 1  | Dongguan      | Kina                  | Asien       | 423 m       | 85  | 2021 |
| Jin Mao Tower                          | Shanghai      | Kina                  | Asien       | 421 m       | 88  | 1999 |
| Princess Tower                         | Dubai         | Förenade Arabemiraten | Asien       | 414 m       | 101 | 2012 |
| Al Hamra Tower                         | Kuwait City   | Kuwait                | Asien       | 413 m       | 80  | 2011 |
| Two International Finance Centre       | Hongkong      | Hongkong              | Asien       | 412 m       | 88  | 2003 |

## Höjd till taket
Denna kategori avskaffades av Council on Tall Buildings and Urban Habitat i november 2009 och uppdateras inte längre.
Höjd till taket innefattade inte eventuella spiror, vilka ofta ses som en karaktärsskapande och arkitektoniskt viktig del av en byggnads helhet. Spiror kan dock vara mycket höga, ibland över 100 meter, och att mäta till taket gynnar därför byggnader med låg eller ingen spira. Antenner, flaggstänger och andra icke arkitektoniska konstruktioner som en byggnad lätt kan förses med, räknas heller inte in. 
Byggnader som står med här är antingen helt färdigbyggda eller har nått sin fulla höjd (topping out)

| Byggnad                                | Stad, Land                   | Höjd  | Våningar | År   |
| -------------------------------------- | ---------------------------- | ----- | -------- | ---- |
| Burj Khalifa                           | Dubai, Förenade Arabemiraten | 636 m | 163      | 2010 |
| Shanghai Tower                         | Shanghai, Kina               | 565 m | 128      | 2014 |
| Abraj al-Bayt                          | Mekka, Saudiarabien          | 558 m | 120      | 2012 |
| Shanghai World Financial Center        | Shanghai, Kina               | 487 m | 101      | 2008 |
| International Commerce Centre          | Hongkong                     | 484 m | 118      | 2010 |
| Taipei 101                             | Taipei, Taiwan               | 449 m | 101      | 2004 |
| Willis Tower (Sears Tower)             | Chicago, USA                 | 442 m | 108      | 1974 |
| Kingkey 100                            | Shenzhen, Kina               | 442 m | 100      | 2011 |
| Guangzhou International Finance Center | Guangzhou, Kina              | 432 m | 103      | 2009 |
| One World Trade Center                 | New York, USA                | 417 m | 104      | 2014 |

* = Under konstruktion.